# Xã Fremont, Quận Winona, Minnesota
Xã Fremont (tiếng Anh: Fremont Township) là một xã thuộc quận Winona, tiểu bang Minnesota, Hoa Kỳ. Năm 2010, dân số của xã này là 355 người.